# 大学の略称
大学の略称（だいがくのりゃくしょう、英: University Abbreviation）とは、大学を示す上で短縮形でその大学を指し示すときに用いられる名称。

## 解説

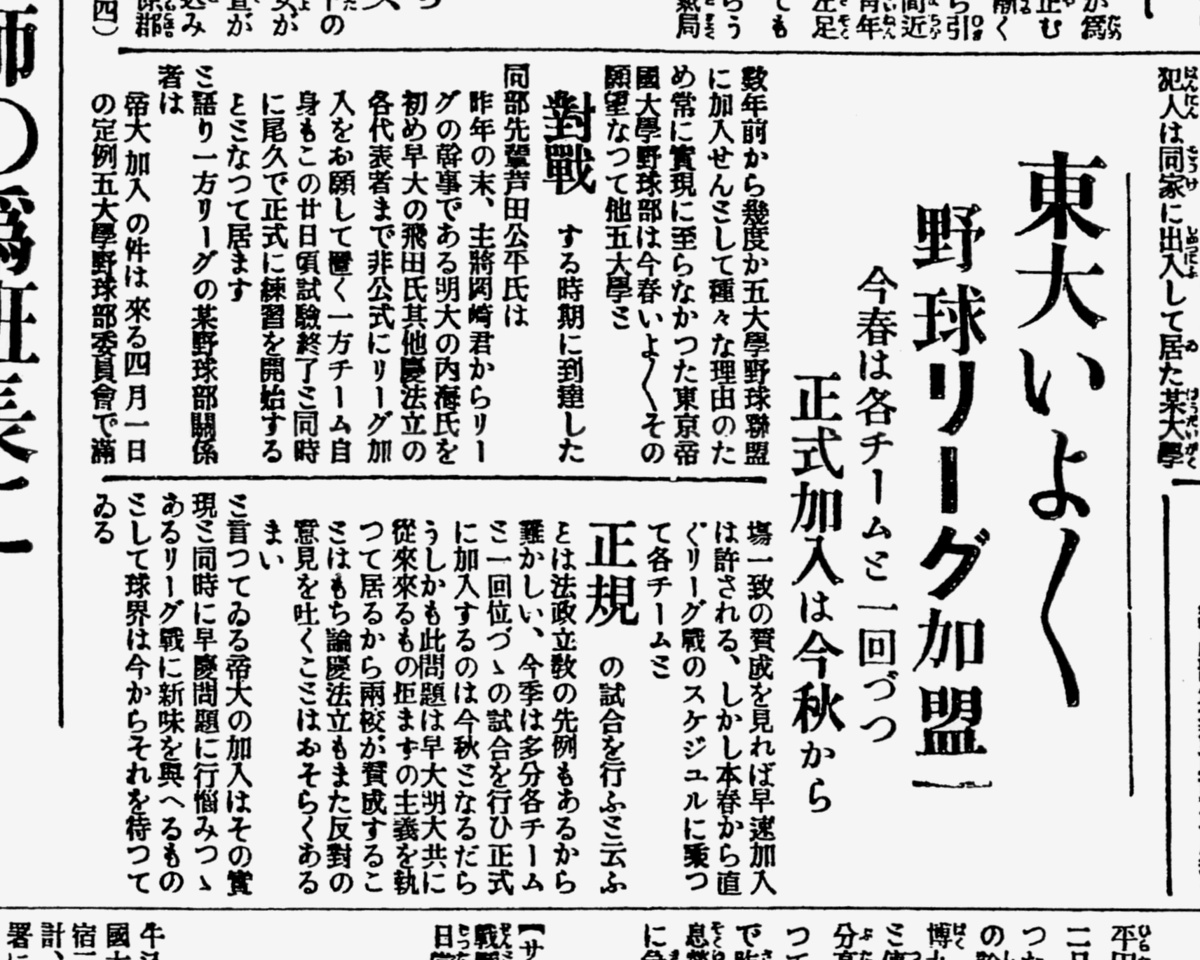
東大いよいよ野球リーグ加盟
（『東京朝日新聞』 1925年3月4日付夕刊2面）

元来は創設時期が古く比較的知名度の高い大学について愛称的な意味合いを込めて用いることが多かった。1909年（明治42年）に刊行された『東都游学学校評判記』という文献ではすでに「早大」「明大」などの略称が見られる。
大学の増加と共に正式名称に文字数の多い名称を持つ大学が多く誕生し、そのような大学の名称を示す場合にも利便性が高いため重用されるようになった。単純な省略形の他にも、より愛称的な意味合いを強めた読み方違いの形式のものもある。
多くの大学は学校公認文書などでも略称で自称している場合があるが、そうしたローカルな略称は大学所在の地元地域や関係者以外には社会的に馴染みが薄いにも拘らず、その地元の公共団体が発行する広報的な発行物でも使用されることがある。また、そうしたローカルな例は他地域での使用例と重複する場合もあり、混乱や誤解を生じさせることがある。
なお、略称そのものを商標登録申請して認可された場合を除けば、過去や既存の公文書などで文章中を判読する上で便宜的に宣言したものはあるが、略称そのものを法的に定義・規制したものは基本的には存在していない（当該文章・書類内で推奨あるいは、判読誤りが生じない目的で正式名称と略称を確実に結びつけるための当該文章中に限定された宣言として行なわれることはあるが、それによって、その略称が法的に定義されるわけではない。あくまでそういう使用例の根拠になるだけとなる）。
英語圏の大学では、正式名称を構成する複数の語の頭文字だけを集めた呼び名を用いることが多い。むしろ略称の方が有名である場合も少なくない。
- 例：カリフォルニア大学ロサンゼルス校：U.C.L.A.

日本国内の大学で略称を作成するパターンとしては、
- 任意の1文字ないしは2文字+大：東大、京大、法大、東工大、日体大（略称日体も広く認知されている）、大東大など
- 中抜きのみ：青学（青山学院）、関学（関西学院）、明学（明治学院）、東学（東北学院）[要出典]など

が多く、それ以外の例は少例だが、大学数の増加に伴い正式名称に文字数が多いものが増えているため、愛称などを併用する例も出てきている。

## 一覧の留意事項（方向性について）
この一覧で大学別に個別例を掲載する対象としているものは、あくまで「省略形」あるいは「愛称として読み方をかえる形」として、公共社会上で掲載・紹介する意味がある場合（例としてユニークなもの）のみとし、以下の様な例は対象外とする（後述の一般例も参照）。
- 大学名・あるいは省略名自体から「大学」あるいは「学」だけを取った形態（それぞれは同じものとして扱う）
  - ○×大学→○×大=○×（○×大学の場合、○×大や○×は省略名ではない）
  - ○×△□大学→○△大=○△（○×△□大学の場合、本項が省略名として対象にするのは○△大のみ。○△は○△大と同じ扱いなので別記しない）

理由：フル呼称・正式名称の原型から読み方を変えておらずわざわざ説明する必要がない。これらは異なる省略名ではなく、省略名として用法が異なるだけの違いである事に注意する。○×大学を近隣住民や関係者が○×大、○×と呼称するのは説明する必要性がないほど一般的に認知されている形式であり、いずれも当然同じものとして十分認知されているので、わざわざ別なものとして記載しない事とする。同様に「○×△□大学」を「○△大」と呼ぶ記述があるにも関わらず「関係者の間では○△と呼ぶ」などと追記する例が多いが、あまりにも当たり前の事であり、「だい」が付くか付かないかの用法違いなので、異なる省略名としては扱わない事に注意。
- 使用文字の新旧字体の違いに因るもの（例：國學院大の場合の国大・國大の差異）
- 後述の一般例として集約できるもの、個別例として解説が不要なもの。代表的な例として、○×工業大学（まるばつこうぎょうだいがく） → こうだい、こうぎょうだい（○×工業大学を単に○×と表現する場合は他大学名称との関連性を考慮しこの限りではない）

理由：集約例としての説明で十分（逆にそう呼ばない例の方が特例になる）な程度に理解可能。
- 使用例がパーソナルな範囲の社会でしか使用しない場合（例：知人・友人仲間、家族などに限られるような、他人には認知できないような例。尚、学内のみだが、一般的に通用する例はその旨記述で掲載対象）

当一覧は、実際に使用例が確認されているものを掲載対象にしているが、立場や年代、地域によって使用頻度が異なる。また、ここに挙げたそれぞれの略称は、あくまでその大学を示しているということを表しているに過ぎない。よって、下記の一覧に載っている略称は、その大学が公認している正式なものに限らないし、一つの正しいものを定義するという意味のものではないことに留意すること。加えて、この一覧で紹介されること・校名が載ることには決してなんらかの社会的なステイタスがあるということを主張しているわけではなく、単に社会的に認知されている省略名称の説明・解説に過ぎず、個別に説明が不要なものについては一覧化しない。
例：「○×工業大学を地元では工大、○×学院大を地元では学院大と呼ぶ」などは個別にわざわざ紹介する必要がない。但し一般例では表現できない独特の省略呼称の場合はこの限りではない（後述の同じ略称を複数大学で用いるものを参照の事）。
なお、当一覧の趣旨を理解の上で何が何でも校名を載せようと意図する行為には留意すること。
また、同じ大学に略称が複数存在する場合も珍しくなく、
- マスコミ等の影響により広域に認知されているもの
- 極めて学校在所の近隣や学校関係者にしか認知されていないもの
- 校歌や応援歌、大学公認応援組織（いわゆる応援団など）によるエールでの呼称で用いられていて、学外に認知されていながら、実際の学校関係者は殆ど日常的には使用しない（学校関係者には受け入れられていない）

など実情は多岐に渡っているため詳細な区分・明示は困難であり、詳細な解説を記述をするほど異論も多くなる事例集であることから、複数使用例の区分解説は必要な場合に限り行い、極力簡略化する（個別の由来や詳細解説が必要な場合は、各大学の記事側で行われるのが望ましい）。
略称には単純な省略形の他に、愛称として用いられる側面もある一方、学校によってはその発生経緯に多少の世情反映や蔑称的な意味合いを含むものもある。それらの由来を明示・解説することは当一覧の本意ではないので、全ての例において、掲載は名称のみの紹介に留める。

## 同じ略称を複数大学で用いるもの

### 発音と漢字が同じもの

#### 一般的な集約例
※一例しか存在しないものは個別例を参照。また、少数校に限定されたものは、集約例の個別例を参照（集約例に含まれるものは個別例にいれてにいない。また「○×[種別]大学」の場合の「○×[種別]大」「○×[種別]」などの様に「大」「大学」が付く／付かないの違いは当たり前の事なので、別な略称として区分しない。これは略称の場合も同様とする）。
- ○×医科大学の場合は単に「医科大」「医大」「○×医大」と略される場合が多い（○医大などは個別例を参照）
- ○×医療大学の場合は単に「医療大」と略される場合が多い（○医大などは個別例を参照）
- ○×医療科学大学の場合も単に「医療科大」「医療大」と略される場合が多い。この場合「医科大」の略称は医科大学と区別がつかないので使用しない（○医大などは個別例を参照）
- ○×医療福祉大学は「医福大」「医療大」と略される場合が多い（○×医福大、○医大などは個別例を参照）
- ○×音楽大学は、単に「音楽大」「音大」「○×音大」と略される場合が多い（○音大などは個別例を参照）
- ○×外国語大学は単に「外国語大」「外語大」「外大」「○×外大」と略される場合が多い（○外大などは個別例を参照）
- ○×科学大学は単に「科学大」「科大」と略される場合が多い（○科大などは個別例を参照）
- ○×学院大学は単に「学院大」「院大」「学院」と略される場合など、地域限定と全国的な別称とが混在している例が多い。この名称の学校は大半が私学である為、その付属校も含めて「学院」と称される場合が多い。また、○×の部分に同名校が存在しない場合は単に○×大となる例も（例：以前の青山学院大学の青大や青山、西南学院大の西南など。○×学大、○学大などは個別例を参照）
- ○×学園大学は単に「学園大」「学大」と略される場合が多い（○学大、○園大などは個別例を参照）
- ○×学芸大学は単に「学芸大」「学大」と略される場合が多い（○学大などは個別例を参照）
- ○×家政大学は単に「家政大」「家大」と略される場合が多い（○家大などは個別例を参照）
- ○×看護大学の場合は単に「看護大」「看大」と略される場合が多い（○看大などは個別例を参照）
- ○×看護福祉大学は単に「看福大」「看大」と略される場合が多い（○×看福大、○看大などは個別例を参照）
- ○×技術科学大学は単に「技科大」「技科」と略される場合が多い（○×技科大、○技大などは個別例を参照）
- ○×鍼灸大学は単に「鍼灸大」「鍼灸」と略される場合が多い（○鍼灸大などは個別例を参照）
- ○×教育大学は単に「教育大」「教大」と略される場合が多い（○教大などは個別例を参照）
- ○×経営大学は単に「経営大」「経大」「○×経大」と略される場合が多い（○経大などは個別例を参照）
- ○×経済大学は単に「経済大」「経大」「○×経大」と略される場合が多い（○経大などは個別例を参照）
- ○×経済法科大学は単に「経法大」「経法」と略される場合が多い（○×経法大、○経法大などは個別例を参照）
- ○×芸術大学は単に「芸大」「芸術大」と略される場合が多い（○芸大などは個別例を参照）
- ○×芸術工科大学は単に「芸工大」「芸工」と略される場合が多い（○×芸工大、○芸工大などは個別例を参照）
- ○×県立大学は該当県内では単に「県大」「県立大」「○×県大」と略される場合が多い（○県大などは個別例を参照）
- ○×工業大学・工科大学は単に「工業大」「工科大」「工大」「○×工大」と略される場合が多い（○工大などは個別例を参照）
- ○×国際大学は単に「国際大」「国大」と略される場合が混在している例が多い（○国大などは個別例を参照）
- ○×府立大学は該当府内では単に「府大」「府立大」「○×府大」と略される場合が多い（○府大などは個別例を参照）
- ○×市立大学は大学が所在する該当地域では単に「市大」「市立大」「○×市大」と略される場合が多い（○市大などは個別例を参照）
- ○×産業大学は単に「産業大」「産大」「○×産大」と略される場合が多い（○産大などは個別例を参照）
- ○×歯科大学の場合は、単に「歯科大」「歯大」「○×歯大」と略される場合が多い（○歯大などは個別例を参照）
- ○×獣医大学は単に「獣医大」「獣大」と略される場合が多い（○獣大などは個別例を参照）
- ○×獣医科大学は単に「獣医科大」「獣医大」「獣大」「○×獣医大」と略される場合が多い（○獣大などは個別例を参照）
- ○×商業大学・商科大学は、単に「商業大」「商科大」「商大」「○×商大」と略される場合が多い（○商大などは個別例を参照）
- ○×商船大学は単に「商船大」と略される場合が多い（商船大学校も含む）
- ○×水産大学は単に「水産大」「水大」と略される場合が多い（○水大などは個別例を参照）
- ○×情報大学は単に「情報大」「情大」と略される場合が多い（○情大などは個別例を参照）
- ○×女学院大学・○×女学園大学は単に「女学院」「女学園」「女子大」「女大」と略される場合も多い（○女大などは個別例を参照）
- ○×女子大学は、○×の部分に同名校が存在しない場合は「女子大学」を省略して呼ばれる場合が多い（例：聖心女子大学 - 聖心）。また、近隣に女子大学が存在しない場合は、単に「女子大」となる場合もある（○女大などは個別例を参照）
- ○×造形大学は単に「造大」「造形大」と略される場合が多い（○造大などは個別例を参照）
- ○×造形芸術大学は単に「造大」「芸大」「造芸大」と略される場合が多い（○×造芸大、○造大などは個別例を参照）
- ○×体育大学は単に「体育大」「体大」「○×体大」と略される場合が多い（○体大などは個別例を参照）
- ○×帝国大学は単に「帝国大」「帝大」「○×帝大」と略される場合が多い。但し、旧学制においてのみで現在は例がない（○帝大などは個別例を参照）
- ○×農業大学・農科大学・農業大学校は単に「農科大」「農業大」「農大」と略される場合が多い（○農大などは個別例を参照）
- ○×美術大学は単に「美術大」「美大」「○×美大」と略される場合が多い（○美大などは個別例を参照）
- ○×福祉大学は単に「福祉大」「福大」と略される場合が多い（○福大などは個別例を参照）
- ○×文化大学は単に「文化大」「文大」と略される場合が多い（○文大などは個別例を参照）
- ○×文理大学は単に「文理大」と略される場合が多い（○文大などは個別例を参照）
- ○×保健福祉大学・○×保健大学・○×保健医療大学は単に「保健大」「保福大」「保大」と略される場合が多い（○保福大、○保健大、○保大などは個別例を参照）
- ○×法科大学は単に「法科大」「法大」「○×法大」と略される場合が多い（○法大などは個別例を参照）
- ○×未来大学は単に「未来大」「○×未来大」と略される場合が多い（○未来大などは個別例を参照）
- ○×薬科大学は単に「薬科大」「薬大」「○×薬大」と略される場合が多い（○薬大などは個別例を参照）
- ○×理科大学は単に「理科大」「理大」「○×理大」と略される場合が多い（○理大などは個別例を参照）
- ○×理工科大学は単に「理工科大」「理工大」「○×理大」と略される場合が多い（○理大などは個別例を参照）

※注記：「○×△□大学」が単に「△□大」或いは「△大」となるパターンについて
例えば大学名が東京工業大学の様に【固有名+種別名+大学】というような場合で、その略称が前述の紹介例にあるような、単に【種別名+大】（例に従うなら東京工業大学の省略名が工大、もしくは工業大）となる場合は、多くの例において、
- 単に学内や学校関係者による使用の場合
- その大学の近隣において同種別名の区別が必要な異なる大学がない場合

の様な前半部を省略しても一向に差し支えない場合に使われる。近隣に同じ種別名の異なる名称の大学がある場合は、自然にそれぞれの大学の略称は何かしら他との区別可能なものになるのが普通で、近似名称の新設校が誕生した場合には尚更であるが、多くの場合は、後発校が敢えて同省略名になるのを避けるのが通例である（そのような場合でも、特に在校学生レベルで意固地に先達例と同じものを主張する場合もたまに見受けられるが、周囲には受け入れられないのもまた通例となっている）。
また、ここの例に集約できる例は、特に個別例で解説する余地がない程に省略形としては当たり前のことになる。従って、後述の個別例で殊更その記述をする必要もないし、上記集約例で十分である為、記載は行わない（理由：「××工業大学」を「工大」「工業大」と近隣住民・関係者が呼称する例は関係者にすれば当たり前であるし、容易に判断できる。一方、逆に「工大・工業大といえば、××工業大学である」という主張や理論は、殆どの場合「学内関係者・近隣住民にとっては」という特別な付帯条件の下でしか成立しない）。

#### 個別例
- 愛大（あいだい）：愛知大学[2]、愛媛大学[2] [注釈 1]
- 関学（かんがく）、関学大（かんがくだい）：※#漢字のみが同じものの章を参照
- 市大（しだい、いちだい） : 横浜市立大学[注釈 2]、大阪市立大学[4]、下関市立大学[5]
- 長大（ながだい）：長崎大学[6][7]、長岡大学[8][9]、長野大学[8][10]
- 徳大（とくだい）：徳島大学[11]、徳山大学[11]
- 福大（ふくだい）：福井大学[注釈 3][12]、福岡大学 [注釈 4]、福島大学[注釈 5] [12]、福山大学[12]
- 府大（ふだい）、府立大（ふりつだい）：大阪府立大学[14]、京都府立大学[15]
- 北大（ほくだい）：東北大学、北海道大学[注釈 6]
- 松大（まつだい）：松山大学[17]、松本大学[18]
- 宮大（みやだい）：宮城大学[19]、宮崎大学[19]
- 山大（やまだい）：山形大学[20]、山口大学[21]（山梨大学については梨大（なしだい）を参照）

### 発音が同じもの
- 香大・鹿大（かだい）：香川大学[22]、鹿児島大学[23]

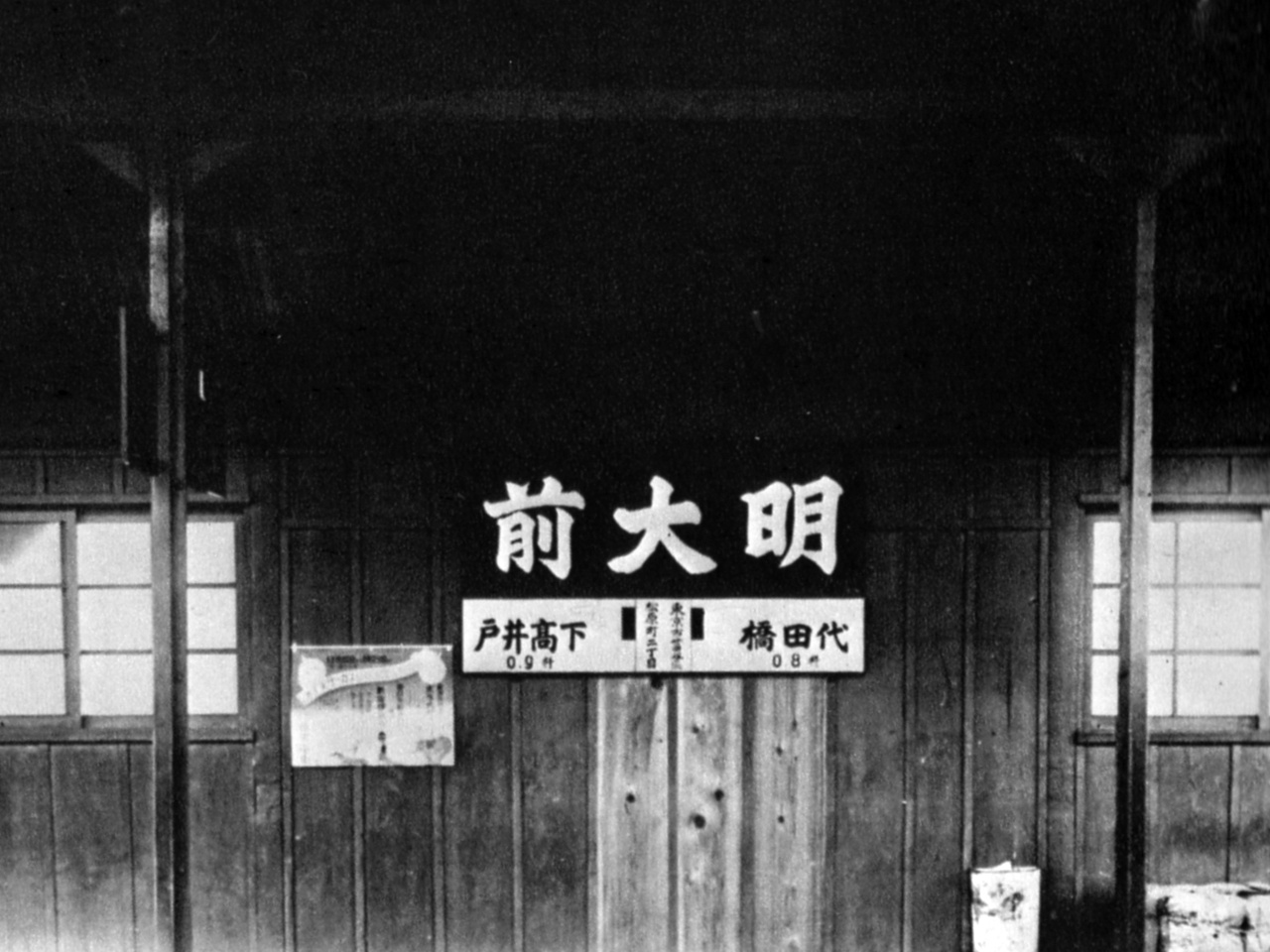
戦前の京王線明大前駅ホーム

- 関大・函大・環大（かんだい）：関西大学[24]、函館大学[25]、公立鳥取環境大学[26]
- 九工大・久工大（きゅうこうだい）：九州工業大学[27]、久留米工業大学[28]
- 金大・近大（きんだい）：金沢大学[29]、近畿大学[30]
- 信大・新大・神大（しんだい）：信州大学[31]、新潟大学[32]、神奈川大学[33]、神戸大学[34]
- 神大・仁大（じんだい）：神奈川大学[34]、仁愛大学[35]
- 早大・創大（そうだい）：早稲田大学[36]、創価大学[37]
- 長大・朝大（ちょうだい）: 長岡大学[38]、長崎大学[38]、朝鮮大学校[39]
- 弘大・広大（ひろだい）：弘前大学[40]、広島大学[41]
- 明大・名大（めいだい）：明治大学[42][注釈 7]、名古屋大学[43]

### 漢字のみが同じもの
- 関学、関学大：関西学院大学（くわんがく、くわんがくだい）[要出典]、関東学院大学、関東学園大学：（かんがく、かんがくだい） ※厳密には前述の差異があるが、関西学院大も「かんがく（かんがくだい）」でも一般的には通用している。各校が併記される様な例では関西学院大学のみが略称表記になる場合が多いが、関東学院大学と関西学院大学のみが話題になる場合には「関東学大」（関東学院大学）、「関西学大」（関西学院大学）が用いられる場合もあり、また、関東学院大学と関東学園大学のみが話題になる場合には「関学院大」（関東学院大学）、「関学園大」（関東学園大学）が用いられるなど、状況に応じた使い分けが行われている（後述の「報道での公平さ」も参照の事）。尚、関学、関学大は学校法人関西学院により商標登録されている。
- 神大：神奈川大学（じんだい）、神戸大学（しんだい）※神戸大学に関しては、漢字では神奈川大学、読み方では信州大学、新潟大学と重なるため、この略称の使用を関西圏だけにとどめ、全国的には「神戸大」の略称を用いている場合が多い。なお、神大は、学校法人神奈川大学により商標登録されている。
- 長大：長崎大学（ちょうだい）、長野大学・長岡大学（ながだい）
- 福工、福工大：福井工業大学（ふくこう、ふくこうだい）、福工、福工大：福岡工業大学（ふっこう、ふっこうだい）

## 同じ略称を複数大学で用いないもの
※「大」が付く場合、付かないの差異、および読み仮名違いは同列に記載。集約例に該当している場合は集約例を参照の事。一つの大学に複数の略称が存在する場合で前述した同列記述例に該当しない場合は（）内の補足かまたは別記を参照。

### ア行
- 亜大（あだい）：亜細亜大学[44]
- 愛医大（あいいだい）：愛知医科大学 [注釈 8]
- 愛院大（あいいんだい）：愛知学院大学[46]
- 愛教大（あいきょうだい）：愛知教育大学[47]
- 愛工大（あいこうだい）：愛知工業大学[48]
- 青学（あおがく）：青山学院大学[49]
- 茨大（いばだい）：茨城大学[50]
- 宇大（うだい）：宇都宮大学[51]
- 岡大（おかだい）：岡山大学[52]
- 岡理大（おかりだい）：岡山理科大学[53]
- 岡商大（おかしょうだい）：岡山商科大学
- 沖大（おきだい）：沖縄大学[54]
- 沖国大（おきこくだい）：沖縄国際大学[55]
- お茶女（おちゃじょ）：お茶の水女子大学[56]
- 帯畜大（おびちくだい）：帯広畜産大学[57]

### カ行
- 海保大（かいほだい）：海上保安大学校[58]
- 鹿国大（かこくだい）：鹿児島国際大学[59]
- 学芸大（がくげいだい）：東京学芸大学 [注釈 9]
- 学女（がくじょ）：学習院女子大学[60]
- 川崎医福大（かわさきいふくだい）：川崎医療福祉大学[61]
- 関学、関学大：関西学院大学
- 函教（かんきょう）、函教大（かんきょうだい）：北海道教育大学 函館校[62]
- 岩教（がんきょう）、岩教大（がんきょうだい）：北海道教育大学 岩見沢校[63]
- 関西外大（かんさいがいだい）：関西外国語大学[64]
- 関大（かんだい）：関西大学
- 岩大（がんだい）：岩手大学[65]
- 北九大（きたきゅうだい）：北九州市立大学[66]
- 岐大（ぎだい）：岐阜大学[67]
- 吉備国大（きびこくだい）：吉備国際大学[68]
- 九看大（きゅうかんだい）：九州看護福祉大学[69]
- 九共大（きゅうきょうだい）：九州共立大学[66]
- 九女（きゅうじょ）：九州女子大学
- 九情大（きゅうじょうだい）：九州情報大学
- 九工大（きゅうこうだい）：九州工業大学[66]
- 九国大（きゅうこくだい）：九州国際大学[70]
- 九産大（きゅうさんだい）：九州産業大学[71]
- 九大（きゅうだい）：九州大学
- 京教大（きょうきょうだい）：京都教育大学[72]
- 京芸（きょうげい）、京都芸大（きょうとげいだい）[73]：京都市立芸術大学 [注釈 10]
- 京工（きょうこう）、京工繊（きょうこうせん）、京工大（きょうこうだい）：京都工芸繊維大学（「工繊（こうせん）」も参照）
- 京産（きょうさん）、京産大（きょうさんだい）：京都産業大学
- 京女（きょうじょ）：京都女子大学
- 京大（きょうだい）：京都大学（旧制京都帝国大学）
- 京府医（きょうふい）、京府医大（きょうふいだい）：京都府立医科大学
- 京薬（きょうやく）：京都薬科大学
- 共和大（きょうわだい）︰宇都宮共和大学
- 旭医（きょくい）、旭医大（きょくいだい）：旭川医科大学
- 旭大（きょくだい）：旭川市立大学
- 旭教（きょっきょう）、旭教大（きょっきょうだい）：北海道教育大学旭川校
- キリ学（きりがく）：沖縄キリスト教学院大学
- キリ大（きりだい）：国際基督教大学（一般的にはICUだが、近隣で使われる）
- 桐朋（きりとも）：桐朋学園大学
- 金院（きんいん）、金院大（きんいんだい）：金沢学院大学
- 金工（きんこう）、金工大（きんこうだい）：金沢工業大学（「かなこう」「かねこう」と読まれる場合も多い）
- 近大（きんだい）：近畿大学
- 国音（くにおん）：国立音楽大学
- 熊大（くまだい）：熊本大学
- 群大（ぐんだい）：群馬大学
- 慶大（けいだい）：慶應義塾大学
- 藝大（げいだい）：東京藝術大学
- 公益大（こうえきだい）：東北公益文科大学
- 皇學大（こうがくだい）：皇學館大学
- 工芸大（こうげいだい）：東京工芸大学（「写大（しゃだい）」も参照）
- 航大（こうだい）、航空大（こうくうだい）：航空大学校
- 航保大（こうほだい）、空保大（くうほだい）、保安大（ほあんだい）：航空保安大学校
- 広工（こうこう、ひろこう）、広工大（こうこうだい、ひろこうだい）：広島工業大学
- 工繊（こうせん）、工繊大（こうせんだい）：京都工芸繊維大学（「京工（きょうこう）」も参照）
- 甲南大（こうなんだい）、甲南（こうなん）：甲南大学（同じ｢甲南｣が付く甲南女子大学は略称としては南女や甲南女子を用いるので重複しない）
- 国士（こくし）、国士大（こくしだい）：国士舘大学
- 國學大（こくがくだい）：國學院大學（スポーツ等でマスメディア等が使う（主に新字体表記の国学大、旧字体表記が正式））
- 国情（こくじょう）：新潟国際情報大学
- 国経大（こっけいだい）：長崎県立大学佐世保校（元長崎県立国際経済大学）

### サ行
- 埼学（さいがく）：埼玉学園大学
- 埼工（さいこう）、埼工大（さいこうだい）：埼玉工業大学
- 埼大（さいだい）：埼玉大学
- 相女（さがじょ）：相模女子大学
- 佐大（さだい）：佐賀大学
- 札医（さつい）、札医大（さついだい）：札幌医科大学
- 札学（さつがく）、札学大（さつがくだい）：札幌学院大学
- 札大（さつだい）：札幌大学
- 札教（さっきょう）、札教大（さっきょうだい）：北海道教育大学札幌校
- 産業（さんぎょう）、産業医（さんぎょうい）：産業医科大学
- 産経大（さんけいだい）、宮崎産経大（みやざきさんけいだい）：宮崎産業経営大学
- 産能（さんのう）、産能大（さんのうだい）：産業能率大学
- シー大（しーだい）、シーボルト：長崎県立大学シーボルト校（元県立長崎シーボルト大学）
- J大(じぇーだい)、：九州情報大学
- 慈恵（じけい）、慈恵大（じけいだい）、慈恵医大（じけいいだい）：東京慈恵会医科大学
- 静大（しずだい）：静岡大学
- 静岡文芸大（しずおかぶんげいだい）：静岡文化芸術大学（単に「文芸大」とも）
- 滋大（しだい）：滋賀大学
- 滋賀医（しがい）：滋賀医科大学
- 自治（じち）、自治医（じちい）：自治医科大学
- 芝浦（しばうら）、芝工（しばこう）、芝工大（しばこうだい）：芝浦工業大学
- 島大（しまだい）：島根大学
- 写大（しゃだい）：東京工芸大学（旧：東京写真大学）
- 首都大（しゅとだい）：首都大学東京(現：東京都立大学)（一部では首大（くびだい）もあり）
- 秋大（しゅうだい）：秋田大学
- 獣畜（じゅうちく）、獣畜大（じゅうちくだい）：日本獣医畜産大学（現：日本獣医生命科学大学）
- 順大（じゅんだい）、順天（じゅんてん）、順天大（じゅんてんだい）：順天堂大学
- 商船大（しょうせんだい）東京商船大学（現：東京海洋大学）
- 松大（しょうだい）：松山大学（前身の松山商科大学から）
- 上教大（じょうきょうだい）：上越教育大学（大学内の備品などには「越教大」とある）
- 情報大（じょうほうだい）：東京情報大学、九州情報大学、新潟国際情報大学
- 昭薬（しょうやく）：昭和薬科大学
- 職業大（しょくぎょうだい）：職業能力開発総合大学校
- 女子医大（じょしいだい）：東京女子医科大学
- 女子美（じょしび）：女子美術大学
- 神院（しんいん）、神院大（しんいんだい）：神戸学院大学
- 神外（しんがい）、神外大（しんがいだい）：神戸市外国語大学
- 人環（じんかん）、人環大（じんかんだい）：人間環境大学
- 神歯（じんし）、神歯大（じんしだい）：神奈川歯科大学
- 神女（しんじょ）：神戸女子大学
- 駿大（すんだい）：駿河台大学
- 聖学大（せいがくだい）：聖学院大学
- 西南（せいなん）、西南大（せいなんだい）：西南学院大学
- 聖マリ（せいまり）：聖マリアンナ医科大学（内部では（聖マ）と略す傾向が強い）
- 釧教（せんきょう）、釧教大（せんきょうだい）：北海道教育大学釧路校
- 専大（せんだい）：専修大学
- 先端大（せんたんだい）、京都先端（きょうとせんたん）：京都先端科学大学

### タ行
- 大医（だいい）、大医大（だいいだい）：大阪医科大学
- 大院（だいいん）、大院大（だいいんだい）：大阪学院大学
- 大音（だいおん）、大音大（だいおんだい）：大阪音楽大学
- 大経（だいけい）、大経大（だいけいだい）：大阪経済大学
- 大芸（だいげい）、大芸大（だいげいだい）：大阪芸術大学
- 大教（だいきょう）、大教大（だいきょうだい）：大阪教育大学
- 大工（だいこう）、大工大（だいこうだい）：大阪工業大学
- 大国（だいこく）、大国大（だいこくだい）：大阪国際大学
- 大産（だいさん）、大産大（だいさんだい）：大阪産業大学
- 大成（だいせい）、大成大（だいせいだい）：大阪成蹊大学
- 大電（だいでん）大電大（だいでんだい）：大阪電気通信大学
- 大人（だいにん、だいじん）、大人大（だいにんだい、だいじんだい）：大阪人間科学大学
- 大歯（だいし）、大歯大（だいしだい）：大阪歯科大学
- 大商（だいしょう）、大商大（だいしょうだい）：大阪商業大学（旧制大阪商科大学（現：大阪市立大学）の略称は大阪商大が多く使用されていた）
- 大体（だいたい）、大体大（だいたいだい）：大阪体育大学（日本体育大学が体大「たいだい」（校章）は1952年登録商標認定により府内のみ体大（たいだい）の通例）
- 大大大（だいだいだい、だいおおだい）、大阪大谷（おおさかおおたに）：大阪大谷大学
- 大東（だいとう）、大東大（だいとうだい）：大東文化大学
- 大薬（だいやく）、大薬大（だいやくだい）：大阪薬科大学
- 高経（たかけい）、高経大（たかけいだい）：高崎経済大学
- 高商大（たかしょうだい）：高崎商科大学（地元では高商（たかしょう）は同市内の県立高（高崎商業高校）を指す）
- 拓大（たくだい）：拓殖大学
- 谷大（たにだい）：大谷大学
- 多摩美（たまび）：多摩美術大学
- ダム女（だむじょ）：京都ノートルダム女子大学
- 樽商（たるしょう）、樽商大（たるしょうだい）：小樽商科大学（学内・小樽市内では「おたしょう」の例もみられる）
- 筑大（ちくだい・つくだい）：筑波大学（「筑大付」などとして使われる。大学自体は筑波という略称の方が一般的）
- 千葉大(ちばだい)：千葉大学
- 千葉工大(ちばこうだい)：千葉工業大学
- 中大（ちゅうだい）：中央大学
- 中央院大（ちゅうおういんだい）：中央学院大学
- 中部院大（ちゅうぶいんだい）：中部学院大学
- 中京院大（ちゅうきょういんだい）：中京学院大学
- 長県大（ちょうけんだい）：長崎県立大学
- 長国大（ちょうこくだい）：長崎国際大学
- 朝大（ちょうだい）:朝鮮大学校
- 鶴大（つるだい）：鶴見大学
- 都留文（つるぶん）、都留文大（つるぶんだい）：都留文科大学
- 電通大（でんつうだい）：電気通信大学（東京都調布市に所在する国立大学）
  - 大阪で“電通大”と言った時、私立の大阪電気通信大学と混同される場合がある。
  - 首都圏でも、私立の東京電機大学と混同される場合がある。
  - この略称を起因として、広告代理店として著名な株式会社電通と関係があるかの様に誤解される場合がある（もちろん、無関係である）
- 電大（でんだい）、電機大（でんきだい）：東京電機大学
- 東医（とうい）、東医大（とういだい）：東京医科大学
- 桐蔭大（とういんだい）：桐蔭横浜大学（旧称は桐蔭学園横浜大学。かつては桐横大（とうよこだい）が広く使われる略称であったが、近年は大学事務局も含めて「桐蔭大」とすることが多い）
- 東音（とうおん）：東京音楽大学
- 東外（とうがい）、東外大（とうがいだい）：東京外国語大学
- 東学（とうがく）、東学大（とうがくだい）：東京学芸大学（英略：TGU）、東北学院大学（英略：TG TGU）
- 道東（どうとう）、道東大（どうとうだい）、道東海（どうとうかい）、道東海大（どうとうかいだい）：北海道東海大学
- 道教（どうきょう）、道教大（どうきょうだい）：北海道教育大学（道内及び近隣を離れて全国的な場では北教大「ほっきょうだい」が多い。
  - 札教大、岩教大、旭教大、函教大、釧教大：それぞれ北海道教育大学の5つのキャンパスを指す。
- 東経（とうけい）、東経大（とうけいだい）：東京経済大学（英略：TKU）
- 東工（とうこう）、東工大（とうこうだい）：東京工業大学（東北工業大学の場合、東北地域限定で使用される）
- 東工科（とうこうか）、東工科大（とうこうかだい）：東京工科大学
- 道工（どうこう）、道工大（どうこうだい）：北海道工業大学、現：北海道科学大学
- 東歯（とうし）、東歯大（とうしだい）：東京歯科大学
- 東神（とうしん）、東神大（とうしんだい）：東京神学大学
- 東造（とうぞう）、東造大（とうぞうだい）：東京造形大学
- 東農（とうのう）、東農大（とうのうだい）：東京農業大学（農大「のうだい」も参照）
- 東理（とうり）、東理大（とうりだい）：東京理科大学
- 東大（とうだい）：東京大学
- 同大（どうだい）：同志社大学
- 同女（どうじょ）、同女大（どうじょだい）：同志社女子大学
- 東薬（とうやく）、東薬大（とうやくだい）：東京薬科大学
- 東洋英和（とうようえいわ）、：東洋英和女学院大学（英和「えいわ」も参照）
- 都市大（としだい）：東京都市大学
- 図情（とじょう）、図情大（とじょうだい）：図書館情報大学（英略：ULIS）。現：筑波大学情報学群の一部
- 苫駒（とまこま）：苫小牧駒澤大学（所在地近隣では愛称で「ざわ」とも呼ぶ）
- 富大（とみだい）：富山大学（「ふだい」とも読む場合あり）
- 豊技大（とよぎだい）：豊橋技術科学大学（所在地近隣では「ぎかだい」「ぎだい」がより一般的だが、長岡技術大と同じであることから「とよぎだい」もまた使われる）
- 鳥大（とりだい）：鳥取大学
- 都立大（とりつだい）：東京都立大学
- 東女（とんじょ）：東京女子大学（「とうじょ」とも読む場合あり）
- 東女体（とんじょたい）：東京女子体育大学
- 東北（とんぺい）：東北大学

### ナ行
- 奈県医（なけんい） ：奈良県立医科大学

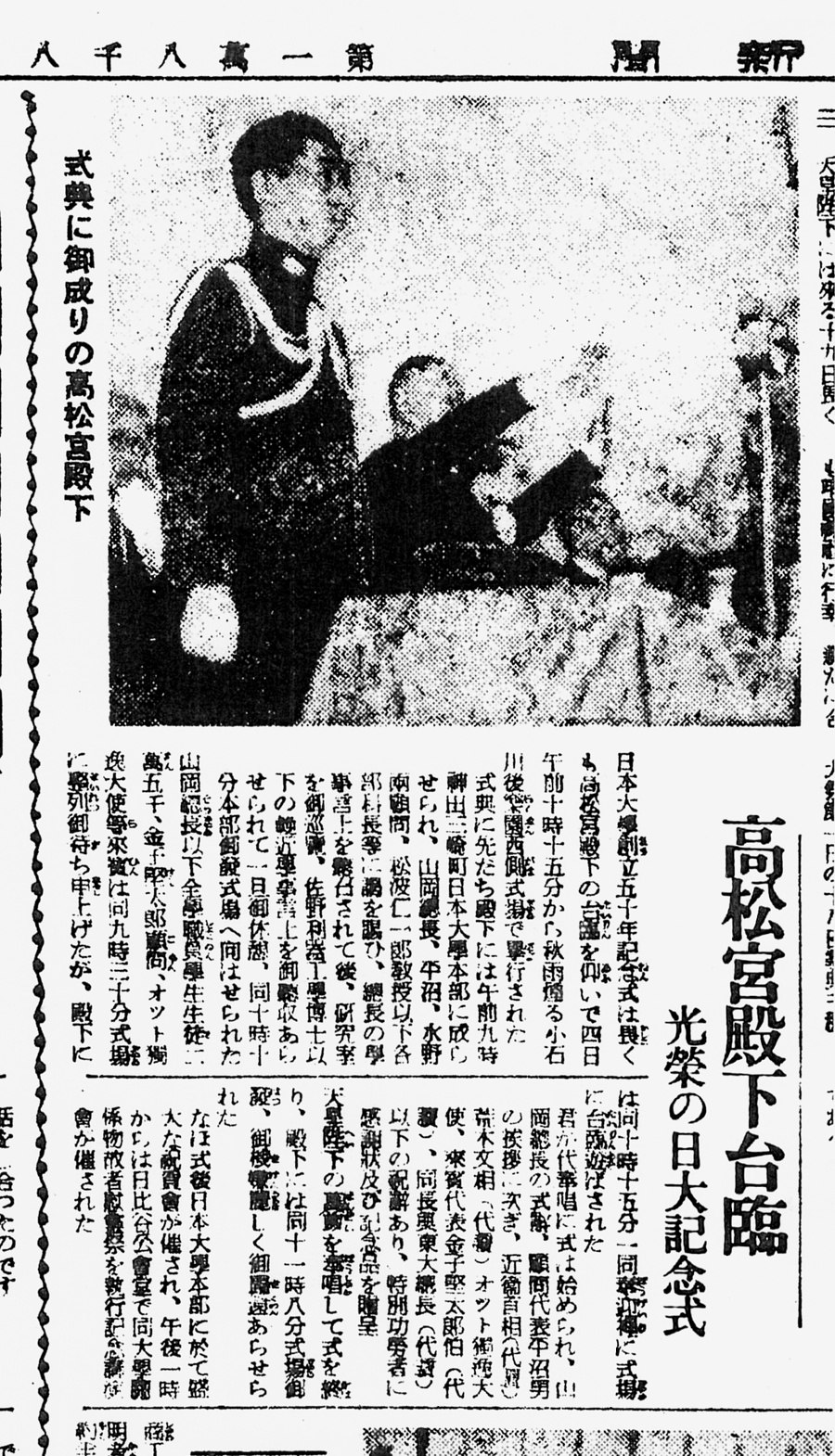
高松宮殿下台臨 光栄の日大記念式（『東京朝日新聞』 1938年10月5日付夕刊2面）

- 梨大（なしだい）：山梨大学（韓国の梨花女子大学校（梨大：イデ）と同じ綴り）
- 奈大（なだい）：奈良大学
- 奈良医（ならい）、奈良医大（ならいだい）：奈良県立医科大学
- 奈良教（ならきょう）、奈良教大（ならきょうだい）、奈教（なきょう）：奈良教育大学
- 奈良産（ならさん）、奈良産大（ならさんだい）：奈良産業大学（関西地区のスポーツ報道等では、奈産大（なさんだい）も多用される）
- 奈良女（ならじょ）：奈良女子大学
- 奈良先（ならせん）、奈良先大（ならせんだい）：奈良先端科学技術大学院大学
- 鳴教（なるきょう）：鳴門教育大学
- 南九（なんきゅう）、南九大（なんきゅうだい）：南九州大学
- 南女（なんじょ）：甲南女子大学
- 日大（にちだい）：日本大学（芸術学部は日芸「にちげい」）
- 日医（にちい）、日医大（にちいだい）：日本医科大学（「日医」は、一般には日本医師会を指す場合が多い）
- 日獣畜（にちじゅうちく）、日獣畜大（にちじゅうちくだい）：日本獣医畜産大学。現：日本獣医生命科学大学
- 日女体（にちじょたい）：日本女子体育大学（2000年夏まで同じ学校法人の「日本女子体育短大」が実在していた）
- 日工大（にっこうだい）：日本工業大学
- 日歯（にっし、にっぱ）、日歯大（にっしだい）：日本歯科大学
- 日体（にったい）、日体大（にったいだい）、体大（たいだい）：日本体育大学
- 日福（にっぷく）：日本福祉大学
- 農工（のうこう）、農工大（のうこうだい）：東京農工大学
- 農大（のうだい）：東京農業大学

### ハ行

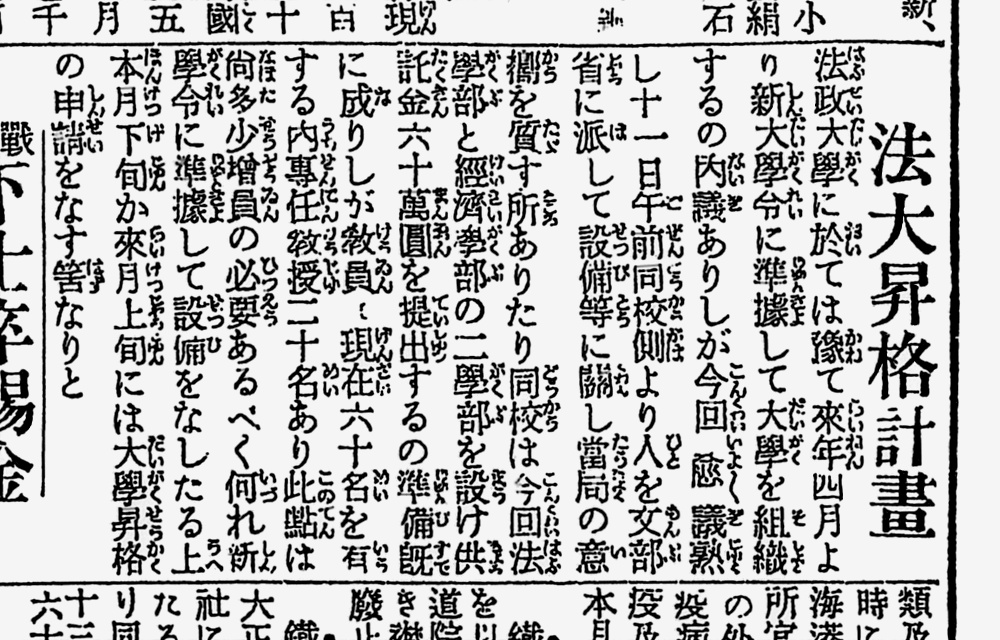
法大昇格計画（『東京朝日新聞』 1919年9月12日付朝刊4面）

- 函大（はこだい）：函館大学（「かんだい」とも呼ばれる。#発音が同じもの参照）
- 八大（はちだい）：八戸学院大学
- 浜大（はまだい）：浜松大学　現：常葉大学
- 浜薬（はまやく）：横浜薬科大学
- 阪市（はんし）、阪市大（はんしだい） ：大阪市立大学
- 阪大（はんだい）：大阪大学
- 阪電通（はんでんつう）、阪電通大（はんでんつうだい）：大阪電気通信大学
- 姫工（ひめこう）、姫工大（ひめこうだい）：姫路工業大学。現：兵庫県立大学
- 姫獨（ひめどく）、姫獨大（ひめどくだい）：姫路獨協大学
- 兵医（ひょうい）、兵医大（ひょういだい）：兵庫医科大学
- 兵教（ひょうきょう）、兵教大（ひょうきょうだい）：兵庫教育大学
- 広経（ひろけい）、広経大（ひろけいだい）：広島経済大学
- 広大（ひろだい）：広島大学
- 弘大（ひろだい）、弘前大（ひろさきだい）：弘前大学
- ピン大（ぴんだい）：桃山学院大学（学内では桃大「ももだい」）
- フェリス（ふぇりす）：フェリス女学院大学
- 藤（ふじ）、藤女子（ふじじょし）：藤女子大学
- 富士大（ふじだい）：富士大学
- 福教（ふっきょう）、福教大（ふっきょうだい）：福岡教育大学
- 服大（ふくだい）、服飾大（ふくしょくだい）：杉野服飾大学
- 佛大（ぶつだい）：佛教大学
- 分大（ぶんだい）：大分大学
- 平大（へいだい）：福山平成大学
- 別大（べつだい）：別府大学
- 防医（ぼうい）、防医大（ぼういだい）：防衛医科大学校
- 法大（ほうだい）：法政大学
- 放大（ほうだい）：放送大学
- 防大（ぼうだい）：防衛大学校
- 保衛大（ほえいだい）、保健衛生大（ほけんえいせいだい）、保健衛生大学（ほけんえいせいだいがく）、藤田（ふじた）、衛生大（えいせいだい）:藤田保健衛生大学
- 北科大（ほくかだい）：北海道科学大学
- 北大（ほくだい）：北海道大学
- 星薬（ほしやく）：星薬科大学
- 本女（ぽんじょ）：日本女子大学（「ほんじょ」「にちじょ」とも読む場合あり）

### マ行
- 巻専（まきせん）：石巻専修大学
- 松大（まつだい）、マジ大（まじだい）：松山大学
- 宮学（みやがく）、宮女（みやじょ）：宮城学院女子大学
- 宮教（みやきょう）：宮城教育大学
- 宮大（みやだい）：宮崎大学
- 未来大（みらいだい）：公立はこだて未来大学
- 武庫女（むこじょ）：武庫川女子大学
- 武蔵音（むさおん）：武蔵野音楽大学
- 武蔵美（むさび）：武蔵野美術大学
- 室工（むろこう）、室工大（むろこうだい）：室蘭工業大学
- 名外（めいがい）、名外大（めいがいだい）：名古屋外国語大学
- 明学（めいがく）、明学大（めいがくだい）：明治学院大学（MGとも）
- 名学（めいがく）、名学大（めいがくだい）：名古屋学院大学
- 名経（めいけい）、名経大（めいけいだい）：名古屋経済大学
- 名芸（めいげい）、名芸大（めいげいだい）：名古屋芸術大学
- 名工（めいこう）、名工大（めいこうだい）：名古屋工業大学
- 名市（めいし）、名市大（めいしだい）：名古屋市立大学
- 名商大（めいしょうだい）：名古屋商科大学
- 名女（めいじょ）、名女大（めいじょだい）：名古屋女子大学
- 名城（めいじょう）、名城大（めいじょうだい）：名城大学
- 明薬（めいやく）：明治薬科大学
- 盛大（もりだい）：盛岡大学

### ヤ行

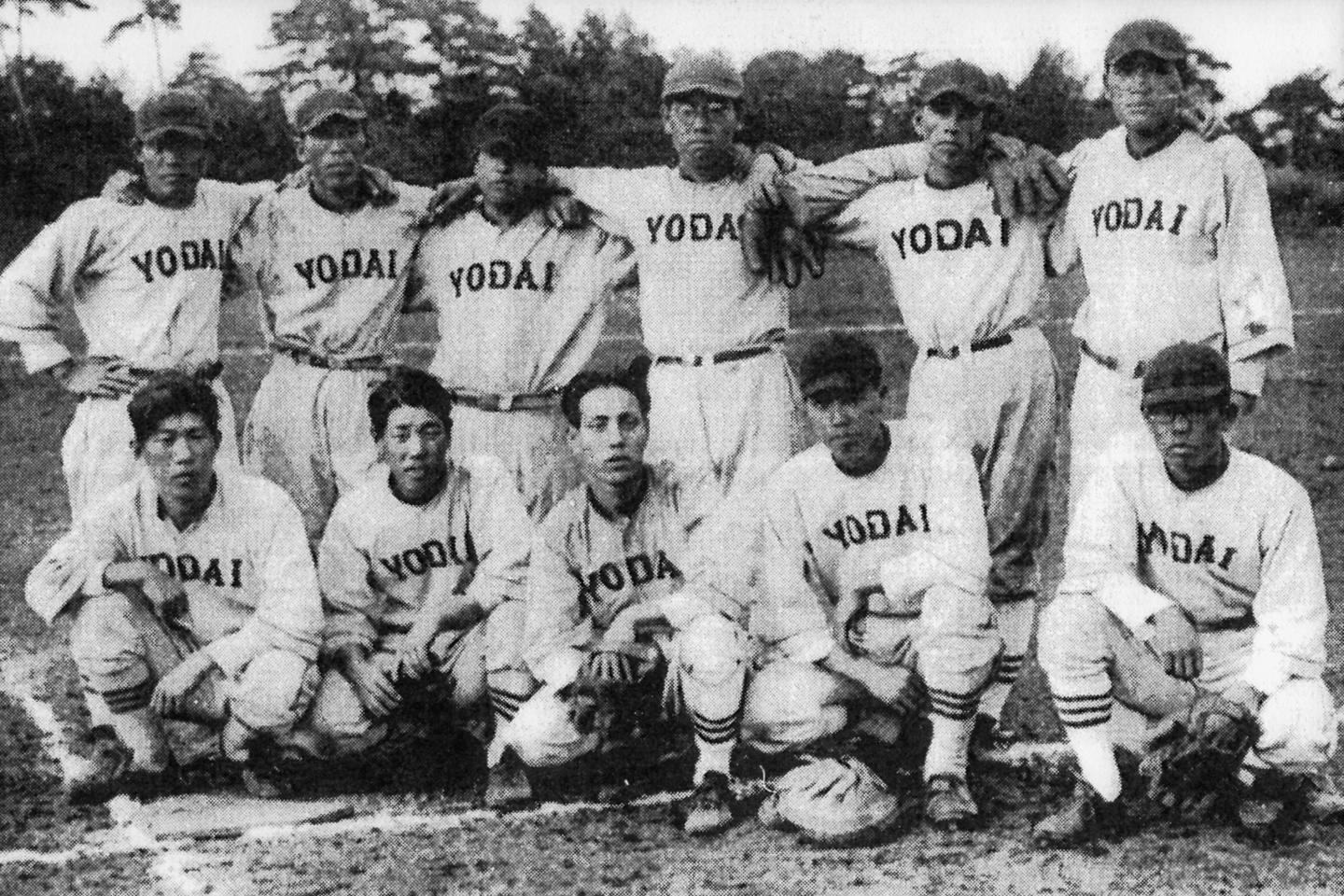
「YODAI」のロゴが記された戦前の東洋大学野球部ユニフォーム

- 山学（やまがく）、山学大（やまがくだい）、山梨学大（やまなしがくだい）：山梨学院大学（英略：YGUとも）
- 山大（やまだい）：山口大学、山形大学
- 洋大（ようだい）：東洋大学（一般的な使用例で多いのは単に「東洋（とうよう）」あるいは「東洋大（とうようだい）」、ただし校友の間では「洋大」のほうが一般的である。なお、朝日新聞などでは東洋学園大や東洋英和女学院大などと併載する場合には「洋大」を使用することもある。また、正規の大学ではないが、近畿2府7県の主催する「近畿青年洋上大学」および兵庫県の主催する「兵庫県青年洋上大学」という各イベントも「洋大」として略されて呼ばれている）
- 横市（よこいち）、横市大（よこいちだい）：横浜市立大学（英略：YCU。校歌では「浜大」）
- 横国（よここく、よっこく）、横国大（よここくだい）：横浜国立大学（横浜国際総合競技場の略称と重複することから横国大・横浜国大と書くことが多い、市内や学内では国大「こくだい」）
- 横美（よこび）：横浜美術大学（旧横浜美術短期大学）
- 四大（よんだい）：四日市大学（後述の問題も参照）

### ラ行
- 酪農大（らくのうだい）：酪農学園大学（酪大も使うが「らくだい」のため落第を連想させ関係者からは歓迎されていない）
- 立教（りっきょう）、立大（りつだい）：立教大学
- 立命（りつめい）、立命大（りつめいだい）：立命館大学（立大も見られるが、立教大との紛らわしさを避ける為に殆ど用いられない）
- 流科（りゅうか）、流科大（りゅうかだい）：流通科学大学
- 流経（りゅうけい）、流経大（りゅうけいだい）：流通経済大学
- 龍大（りゅうだい）：龍谷大学
- 麗大（れいだい）：麗澤大学

### ワ行
- 和医（わい）、和医大（わいだい）：和歌山県立医科大学
- 和大（わだい）：和歌山大学

## アルファベット

### A
- ABU：愛知文教大学
- ACU：旭川市立大学
- AGU：青山学院大学、愛国学園大学、愛知学院大学、愛知学泉大学
- AIT：愛知工業大学
- AIU：国際教養大学
- AMU：旭川医科大学、愛知医科大学
- APU：青森公立大学、秋田県立大学、愛知県立大学、立命館アジア太平洋大学
- ASC：航空保安大学校
- ASU：愛知淑徳大学、愛知産業大学
- AU：青森大学、秋田大学、跡見学園女子大学、亜細亜大学、麻布大学、朝日大学、愛知大学
- AUA：秋田公立美術大学、愛知県立芸術大学
- AUE：愛知教育大学

### B
- BGU：文京学院大学、梅光学院大学、びわこ学院大学、文化学園大学
- BU：文教大学、佛教大学、別府大学
- BUH：西武文理大学
- BWU：梅花女子大学

### C
- CAC：航空大学校
- CGU：中央学院大学、中部学院大学、中京学院大学
- CIS：千葉科学大学
- CIST：公立千歳科学技術大学
- CIT・ChibaTech：千葉工業大学
- CJU：筑紫女学園大学
- CKU：千葉経済大学
- CU：千葉大学、中京大学、中央大学、中部大学、サイバー大学
- CUC：千葉商科大学
- CWU：中京女子大学

### D
- DBU：大東文化大学
- DCU：田園調布学園大学
- DIT：旧・大同工業大学（現・大同大学）
- DMU : 獨協医科大学
- DU：旧・道都大学（現・星槎道都大学）、獨協大学、同志社大学、大同大学
- DWCLA：同志社女子大学

### E
- EU：江戸川大学、愛媛大学
- EUM：エリザベト音楽大学

### F
- FCU：福山市立大学
- FHU：藤田医科大学、福山平成大学
- FIT：福岡工業大学
- FJGNU：福岡女学院看護大学
- FJGU：福岡女学院大学
- FMU：福島県立医科大学
- FPU：福井県立大学
- FU：富士大学、福島大学、フェリス女学院大学、福山大学、福岡大学
- FUN：公立はこだて未来大学
- FUT：福井工業大学
- FWU：藤女子大学、福岡女子大学

### G
- GCHS：群馬県立県民健康科学大学
- GCN：岐阜県立看護大学
- GKU：岐阜協立大学
- GPU：群馬パース大学、岐阜薬科大学
- GPWU：群馬県立女子大学
- GRIPS：政策研究大学院大学
- GSGU：岐阜聖徳学園大学
- GU：群馬大学、岐阜大学、学習院大学
- GUSW：群馬社会福祉大学
- GWC : 学習院女子大学
- GWU：岐阜女子大学

### H
- HBGU：広島文化学園大学
- HBU：北海道文教大学、広島文教大学
- HCM：平成音楽大学
- HCU：広島市立大学
- HGU：北星学園大学、北海学園大学、浜松学院大学、八戸学院大学
- HIT：八戸工業大学、広島工業大学
- HIU：北海道情報大学、平成国際大学、広島国際大学
- HIUS：羽衣国際大学
- HJU：広島女学院大学
- HKGU：広島国際学院大学
- HSU：広島修道大学
- HU：北海道大学、弘前大学、北翔大学、北洋大学、函館大学、一橋大学、浜松大学、広島大学、白鷗大学、法政大学
- HUE：広島経済大学、北海道教育大学
- HUSM：浜松医科大学

### I
- IAMAS：情報科学芸術大学院大学
- IBU：国際武道大学、四天王寺国際仏教大学
- IC：茨城キリスト教大学
- ICABS：国際仏教学大学院大学
- ICU：国際基督教大学
- IMU：岩手医科大学、いわき明星大学
- IOT：ものつくり大学
- IPU：岩手県立大学、茨城県立医療大学、環太平洋大学[76]
- IST・ISCT：東京科学大学
- IU：育英館大学、岩手大学、茨城大学
- IUK：鹿児島国際大学
- IUHW：国際医療福祉大学
- IUJ：国際大学
- ITF.：筑波大学（スローガン「IMAGINE THE FUTURE.」の略であり、正式な略称ではない）

### J
- JAIST：北陸先端科学技術大学院大学
- JFO：桜美林大学
- JHU：日本医療大学
- JIU：城西国際大学
- JMU：自治医科大学
- JRCCN：日本赤十字看護大学
- JRCHCN：日本赤十字北海道看護大学、日本赤十字広島看護大学
- JRCKICN：日本赤十字九州国際看護大学
- JRCTCN：日本赤十字豊田看護大学
- JU：上武大学、城西大学、十文字学園女子大学、順天堂大学
- JUAD：女子美術大学
- JUSM：東京慈恵会医科大学
- JWCPE：日本女子体育大学
- JWU：日本女子大学、実践女子大学、十文字学園女子大学

### K
- KAIT：神奈川工科大学
- KBU：京都文教大学
- KC：神戸女学院大学
- KCA：金沢美術工芸大学
- KCM：国立音楽大学
- KCUA：京都市立芸術大学
- KCUFS：神戸市外国語大学
- KDU：近畿大学、神奈川歯科大学、九州歯科大学、神戸芸術工科大学
- KGU：関東学院大学（商標登録）。國學院大學（公式には用いない）、関東学園大学、金城学院大学、関西学院大学、神戸学院大学、金沢学院大学、関西外国語大学（一般的なスポーツ応援や会話の中ではKGが多用されるが大学単体を示す正式なものとしてはKGUを用いている）、熊本学園大学
- KGWU：川村学園女子大学
- KIHU：鹿児島純心大学
- KIIS：九州情報大学
- KINWU：近畿医療福祉大学
- KIT：北見工業大学、金沢工業大学、京都工芸繊維大学、九州工業大学
- KIU：九州国際大学
- KIUI：吉備国際大学
- KKC：神戸海星女子学院大学
- KKU：京都華頂大学、九州共立大学
- KKWU：京都光華女子大学
- KMS：川崎医科大学
- KMU：金沢医科大学、関西医科大学
- KNDU：京都ノートルダム女子大学
- KNS：九州看護福祉大学
- KNU : 女子栄養大学
- KPU：釧路公立大学、京都府立大学、京都薬科大学、神戸薬科大学
- KPUM：京都府立医科大学
- KSGU：旧・神戸夙川学院大学
- KSU：金沢星稜大学、京都産業大学、京都精華大学、神戸親和大学、くらしき作陽大学、九州産業大学
- KSUA：嵯峨美術大学
- KSWU：神戸松蔭女子学院大学
- KTU：京都橘大学
- KU：神奈川大学（商標登録）。桐生大学、共栄大学、敬愛大学、工学院大学、慶應義塾大学、北里大学、駒澤大学、久我山大学、杏林大学、嘉悦大学、國學院大學、国士舘大学、金沢大学、金城大学、皇學館大学、京都大学、関西大学、甲子園大学、甲南大学、近畿大学、畿央大学、高野山大学、呉大学、香川大学、高知大学、久留米大学、熊本大学、鹿児島大学
- KUA：京都芸術大学
- KUAC：京都美術工芸大学
- KUAS：京都先端科学大学
- KUE：京都教育大学
- KUFS：京都外国語大学
- KUIS：神田外語大学
- KUMW：川崎医療福祉大学
- KUSA：倉敷芸術科学大学
- KUTE：工学院大学
- KWU：郡山女子大学、共立女子大学、駒沢女子大学、鎌倉女子大学、京都女子大学、甲南女子大学、神戸女子大学、九州女子大学、活水女子大学
- Kyutech：九州工業大学

### M
- Maebit：前橋工科大学
- MAM：武蔵野音楽大学
- MAU：武蔵野美術大学
- MCU：三重中京大学
- MDU：松本歯科大学
- MG：明治学院大学、宮城学院女子大学
- MGU：武蔵野学院大学、明治学院大学、宮城学院女子大学
- MGWU：宮城学院女子大学
- MIT：室蘭工業大学、前橋工科大学、マサチューセッツ工科大学
- MKGC：共愛学園前橋国際大学
- MMU：宮崎公立大学
- MPU：明治薬科大学
- MSU：宮崎産業経営大学
- MSWU：松山東雲女子大学
- MU：明海大学、明治大学、目白大学、武蔵大学、武蔵野大学、松本大学、名城大学、三重大学、松山大学、明星大学、宮崎大学、美作大学
- MWU：武庫川女子大学、美作大学
- MYU：宮城大学

### N
- NAFU：新潟食料農業大学
- NAIST：奈良先端科学技術大学院大学
- NAU：ノースアジア大学
- NBU：日本文理大学
- NCM：名古屋音楽大学
- NCN：国立看護大学校
- NCU：名古屋市立大学
- NDA：防衛大学校
- NDMC:防衛医科大学校
- NDSU：ノートルダム清心女子大学
- NDU：日本歯科大学
- NFU：日本福祉大学
- NGU：日本橋学館大学、名古屋学院大学、中村学園大学
- NiAS：長崎総合科学大学
- NID：長岡造形大学
- NIMS：日本医療科学大学
- NIIT：新潟工科大学
- NIT：名古屋工業大学、日本工業大学、西日本工業大学
- NITech：名古屋工業大学
- NIU：長崎国際大学
- NiU：新見公立大学
- NKU：名古屋経済大学
- NMS：日本医科大学
- NMU：奈良県立医科大学
- NPU：日本薬科大学、奈良県立大学
- NRWU：名古屋柳城女子大学
- NSSU：日本体育大学（旧略称はNCPEであった）
- NSU：新潟青陵大学、新潟産業大学、奈良産業大学
- NU：名古屋大学、二松學舍大学、日本大学、新潟大学、長野大学、長崎大学、長崎県立大学、長野県立大学、奈良学園大学
- NUA：名古屋芸術大学
- NUAS：名古屋学芸大学
- NUCB：名古屋商科大学
- NUE：奈良教育大学、鳴門教育大学
- NUFS：名古屋外国語大学
- NUIS：新潟国際情報大学
- NUHW：新潟医療福祉大学
- NUM：新潟経営大学
- NUT：長岡技術科学大学
- NVLU：日本獣医生命科学大学
- NWU：奈良女子大学、長崎ウエスレヤン大学、名古屋女子大学
- NZU：名古屋造形大学

### O
- OAU：大阪青山大学
- OCM：大阪音楽大学
- OCU：大阪市立大学、尾道市立大学
- ODU：大阪歯科大学
- OECU：大阪電気通信大学
- OGU：大阪学院大学、追手門学院大学
- OIST：沖縄科学技術大学院大学
- OIT：大阪工業大学
- OIU：大阪国際大学
- OJU：大阪女学院大学
- OKU：大阪教育大学
- OMU：大阪公立大学
- OMPU：大阪医科薬科大学
- OPU：大阪府立大学、岡山県立大学
- OPCN : 沖縄県立看護大学
- OPUA：沖縄県立芸術大学
- OSU：大阪成蹊大学、大阪産業大学、岡山商科大学
- OSWU：大阪樟蔭女子大学
- OU：お茶の水女子大学、桜美林大学、桜花学園大学、大阪大学、大手前大学、岡山大学、尾道市立大学、沖縄大学
- OUA：大阪芸術大学
- OUAVM：帯広畜産大学
- OUC：小樽商科大学、大阪商業大学
- OUE :  大阪経済大学
- OUHS：大阪体育大学
- OUJ：放送大学
- OUPS：大阪薬科大学
- OUS：岡山理科大学
- OUT：大阪観光大学
- OWU：大妻女子大学、岡崎女子大学
- OUEL：大阪経済法科大学

### P
- PAZ : 群馬パース大学
- PUH：県立広島大学
- PUK : 熊本県立大学

### Q
- QU：九州大学

### R
- RGU：酪農学園大学
- RIS：立正大学
- Rits：立命館大学
- RKU：流通経済大学
- RU：立教大学、了徳寺大学、麗澤大学、龍谷大学

### S
- Science Tokyo：東京科学大学
- SCU：下関市立大学、聖隷クリストファー大学、聖カタリナ大学
- SDU：星槎道都大学
- SEIG：聖学院大学
- SFC：慶應義塾大学湘南藤沢キャンパス、杉野服飾大学
- SGCM：洗足学園音楽大学
- SGU：札幌学院大学、埼玉学園大学、尚絅学院大学、白梅学園大学、柴田学園大学
- SIST：静岡理工科大学
- SIT：埼玉工業大学、芝浦工業大学、湘南工科大学
- SIU：札幌国際大学、鈴鹿国際大学
- SJC：清泉女学院大学
- SJGU：西南女学院大学
- SJU：椙山女学園大学
- SKU：千里金蘭大学
- SMU：札幌医科大学、埼玉医科大学、聖マリアンナ医科大学
- SOCU：山陽小野田市立山口東京理科大学（旧略称はSUTY→TUSYであった）
- Sophia：上智大学
- SOU：札幌大谷大学
- SPU：埼玉県立大学、昭和薬科大学
- SSWU：仙台白百合女子大学
- SU：札幌大学、佐賀大学、埼玉大学、尚美学園大学、駿河台大学、淑徳大学、秀明大学、白百合女子大学、専修大学、昭和大学、清泉女子大学、創価大学、松蔭大学、産業能率大学、信州大学、静岡大学、星城大学、滋賀大学、相愛大学、摂南大学、島根大学、就実大学、仙台大学、成城大学、成蹊大学、尚絅大学、崇城大学
- SUAC：静岡文化芸術大学
- SUAD：成安造形大学
- SUM：昭和音楽大学
- SUMS：滋賀医科大学、鈴鹿医療科学大学
- SUS：公立諏訪東京理科大学（旧略称はTUSSであった）
- SWU：昭和女子大学、相模女子大学、園田学園女子大学

### T
- TAT・TUAT：東京農工大学
- TAU：多摩美術大学、東京有明医療大学
- TBC：東北文教大学
- TBU：徳島文理大学
- TCM：東邦音楽大学 東京音楽大学
- TCU：東京基督教大学、東京都市大学
- TCUE：高崎経済大学
- TDC：東京歯科大学
- TDU：東京電機大学（旧略称はTEECであった）
- TEU：東洋英和女学院大学
- TFU：東北福祉大学、東京富士大学、東京未来大学
- TG：東北学院大学
- TGCM：桐朋学園大学
- TGU：東北学院大学、東洋学園大学、東京学芸大学、東海学院大学、東海学園大学、太成学院大学
- THU：帝京平成大学
- Tokyo Tech：東京工業大学（2002年制定、ドメイン名はTitech）
- TID：東京情報デザイン専門職大学
- TIT：東京工業大学
- TIU：東京国際大学、つくば国際大学
- TKGU：東京家政学院大学
- TKU：東京経済大学、東京家政大学
- TMDU：東京医科歯科大学
- TMU：東京医科大学、東京都立大学、多摩大学
- TMPU：東北医科薬科大学
- TPU：東京工芸大学
- TSBU：東北生活文化大学
- TSU：東京成徳大学
- TTI ：豊田工業大学
- TU：拓殖大学、東北大学、大正大学、東海大学、東邦大学、東洋大学、帝京大学、玉川大学、鶴見大学、常葉大学、宝塚大学、帝塚山大学、天理大学、鳥取大学、徳山大学、徳島大学、津田塾大学
- TUA：東京農業大学、東京藝術大学
- TUAD：東北芸術工科大学
- TUC：高崎商科大学
- TUES：公立鳥取環境大学
- TUFS：東京外国語大学
- TUHW：高崎健康福祉大学
- TUIS：東京情報大学
- TUJ：テンプル大学ジャパンキャンパス
- TUMSAT：東京海洋大学
- TUPLS：東京薬科大学
- TUS：東京理科大学（旧略称はSUTであった）
- TUST：帝京科学大学
- TUSW：東京福祉大学
- TUT：東京工科大学（旧略称はTEUであった）、豊橋技術科学大学
- TUY：桐蔭横浜大学
- TWCPE：東京女子体育大学
- TWCU：東京女子大学
- TWMU：東京女子医科大学
- TZU：東京造形大学

### U
- UEA：東亜大学
- UEC：電気通信大学
- UF：福井大学
- UFU：宇部フロンティア大学
- UGU：上野学園大学
- UHAS：人間総合科学大学
- UHE：人間環境大学
- UKK：北九州市立大学
- UKU：宇都宮共和大学
- ULIS：図書館情報大学
- UMDS：流通科学大学
- UN：長崎県立大学、長野県立大学
- UNP：新潟県立大学
- UNU：国際連合大学
- UO：大分大学
- UOEH：産業医科大学
- UoA：会津大学
- UOH : 兵庫県立大学
- UoK ：高知県立大学
- UR：琉球大学
- US：静岡県立大学、島根県立大学
- USH：聖心女子大学
- USP：滋賀県立大学
- UT：東京大学、富山大学、筑波大学
- UTea：お茶の水女子大学
- UTEF：福岡教育大学
- UU：宇都宮大学、浦和大学

### W
- wakhok：旧・稚内北星学園大学（現・育英館大学）
- WU：和光大学、早稲田大学、和歌山大学
- WSU：和歌山信愛大学
- WMU：和歌山県立医科大学
- WWU：和洋女子大学

### Y
- YCC：横浜商科大学
- YCP：横浜薬科大学
- YCU：横浜市立大学
- YGU：八洲学園大学、山梨学院大学、山口学芸大学
- YNU：横浜国立大学
- YPU：山口県立大学、山梨県立大学
- YU：山形大学、山梨大学、山口大学
- YUAD：横浜美術大学
- YUHWC：山口福祉文化大学
- YWU：安田女子大学
- YSU：横浜創英大学

## 特殊な例

### 略称が正式校名である例
以下では、大学の正式名称に既存校としての略称を含む例や、大学の略称が付属校の正式名称である例を特記した。
- 産能大学（さんのうだいがく）：1979年の大学設立当初は法人名「学校法人産業能率大学」・大学名「産業能率大学」であった。1989年に両方とも略称の「学校法人産能大学」「産能大学」に正式名称を変更した。2000年に法人名のみ「学校法人産業能率大学」に戻し、大学名は「産能大学」のままとされたため不一致が生じていた。しかし、2006年に大学名も産業能率大学へ戻し、現在では不一致は解消されている。
  - なお、産能短期大学は2006年に自由が丘産能短期大学へ校名が変更されたものの、現在も略称が正式名称のままである。
- 近大姫路大学：近畿大学の系列である学校法人近畿大学弘徳学園が運営していた姫路大学の旧称。近畿大学弘徳学園は2016年に名称変更し、現在は学校法人弘徳学園。
- 京都外国語大学の併設の高等学校は正式名称が京都外大西高等学校である。

### 旧名称をそのまま使用している例
- 崇城大学：工大「こうだい」（旧名称が熊本工業大学であったため。県内・近隣に限る）
- 広島国際学院大学：電大「でんだい」（旧名称が広島電機大学であったため。県内・近隣に限る）
- 三重中京大学：松大「まつだい」（旧名称が松阪大学であったため。県内・近隣に限る）

### 旧制大学の略称
- 帝国大学：「○×帝国大学」を「○帝大（○ていだい）」と略す場合もあるが、一般には現在の略称と同じ、「○大（○だい）」としていた。単に「帝大（ていだい）」という場合、特に広域性がある場合は東京帝国大学を指す場合が多い[注釈 11]。
- 旧植民地にあった帝国大学：京城帝国大学は、「城大（じょうだい）」、台北帝国大学は、「台大（たいだい）」と呼ばれていた。

## 大学の略称に関するエピソード

### 報道での公平さ
大学分野の報道、特に大学チーム対象の競技会の報道などに多い例だが、その大学が含まれる競技分野の歴史やそのなかにおける当該大学の活躍度などにより、略称名の使用において必ずしも公平な扱いにならない場合がある。本来は報道する側の姿勢として、類似の大学名を列挙する場合に、あえて安易に略称や愛称は使用しない配慮するなどの見識が望まれるが、実際にはそういう例でも一部の大学にのみ略称や愛称を使用する場合が多く見受けられる。伝統校（その分野において古くから活躍して認知度が高い大学）とされる大学にはそれに応じた認知度が高い略称や愛称がある場合が多いため、当該大学にはその認知度の高い略称をそのまま用いる一方で、認知度が高くない大学や新興大学の場合は、略称を用いないでフル校名記載をするなどといった例がある。
【例】全日本大学野球選手権大会の第42回大会（1993年）には、関西学院大学、関東学院大学、関東学園大学が揃って出場したが、同大会のトーナメント表を報じたスポーツ関連記事では、関西学院大学のみは、「関学」の略称が使用され、他の2校はフル校名記載となった例が多かった。
この様な場合の報道する側の立場としては、特定大学への贔屓ではなく、解かり易さという観点や判断により善意で行なっているものであるが、略称に対する個人の思い入れの違いから、列挙している中で扱いに差があることに対して公平さに欠けるとの指摘や論争の要因にもなっている。通常は創設時期や社会的な認知度が上がった時期を考慮し、多角的な意味（単純に学校の創設順番のみを考慮しているわけではない）での後発校側が自発的に過去の類似名称校との区別を意図する目的で、既存の有名なものとは別な略称名を積極的に用いるのが通例であるが、特に社会的にその大学の印象の良好な大学の略称については、「我こそが相応しい」あるいは「こちらにもその使用する権利や道理がある」などの心情が複雑に絡み合い、感情的な論争や主張に発展する場合がしばしば見受けられる。

### 紛らわしい略称
- 同大（どうだい）

新聞など紙面で大学の記事が書かれる場合、最初のみ「○○大」と固有名称が書かれ、2回目以降は「同大」と固有名称を省略して書かれることが多い。しかし、「同大」は主に関西で同志社大学の略称として使われており、読者が「同大」を同志社大学と混同し、混乱してしまう危険性がある。このため「同大学」と書かれる場合もある。
- 四大（よんだい）

四日市大学・四国大学。地元では「四大」と略されることもある。しかし、一般には「四年制大学」の意味で使われるために混同し、混乱してしまう場合がある。四日市大学の場合、口頭での略称としては「よっかだい」が使われることが多い。